# Zvonko Sarić
Zvonko Sarić (Subotica, 8. ožujka 1963.) jest bački hrvatski književnik, izdavač, urednik i knjižar iz Vojvodine.

## O radu Zvonka Sarića
Piše pjesme, zbirke kratkih priča, eseje, novele, a objavio je tri romana. Bavi se i vizualnom poezijom i izlaganjem mail arta na više skupnih međunarodnih izložaba.
Pjevač je i tekstopisac rock-grupe "Sherbet underground".
Od nagrada, osvojio je Dizdarovu nagradu za prvu neobjavljenu zbirku pjesama 1988. godine.
U svojim pjesmama ima suvremeni, moderni pjesnički izraz i oblik. Do danas je objavio je četiri knjige pjesama.
Djela su mu prevedena na engleski i mađarski.
Uređuje kulturnu rubriku u subotičkom tjedniku "Hrvatska riječ".
Član je nadzornog odbora HNV Srbije.
Rođak je pioniru zrakoplovstva u Hrvata Ivanu Sariću.

## Djela Zvonka Sarića
- Operi zube i kreni (poezija), 1989.
- Ukrotitelji (kratka proza), 1995.
- Anđeli na oštrici sna (roman), 1997.
- Želite li da besplatno letite (vizualna poezija, zajedno s Ilijom Bakićem) - 1997.
- Šinjel do svanuća (poezija), 2001.
- Hvatač duše (roman), 2003.
- Neonski zavrtanj (zbirka pjesama), 2004., u nakladi Hrvatske čitaonice Subotica
- Prosjački banket (roman), 2007.

Svojim djelima je ušao u antologiju poezije nacionalnih manjina u Srbiji Trajnik (prireditelja Riste Vasilevskog).
Neka djela su mu prevedena i na mađarski jezik, a preveo ih je bački hrvatski književnik Matija Molcer.

## Vanjske poveznice
- Djelo "Neonski zavrtanj"  Arhivirana inačica izvorne stranice od 25. kolovoza 2007. (Wayback Machine)
- HNV Srbije  Arhivirana inačica izvorne stranice od 7. listopada 2007. (Wayback Machine)
- Hrvatska riječ  Arhivirana inačica izvorne stranice od 2. kolovoza 2012. (Wayback Machine) Roman u književnosti vojvođanskih Hrvata, 13. veljače 2009.